# Liste des cétacés de fiction

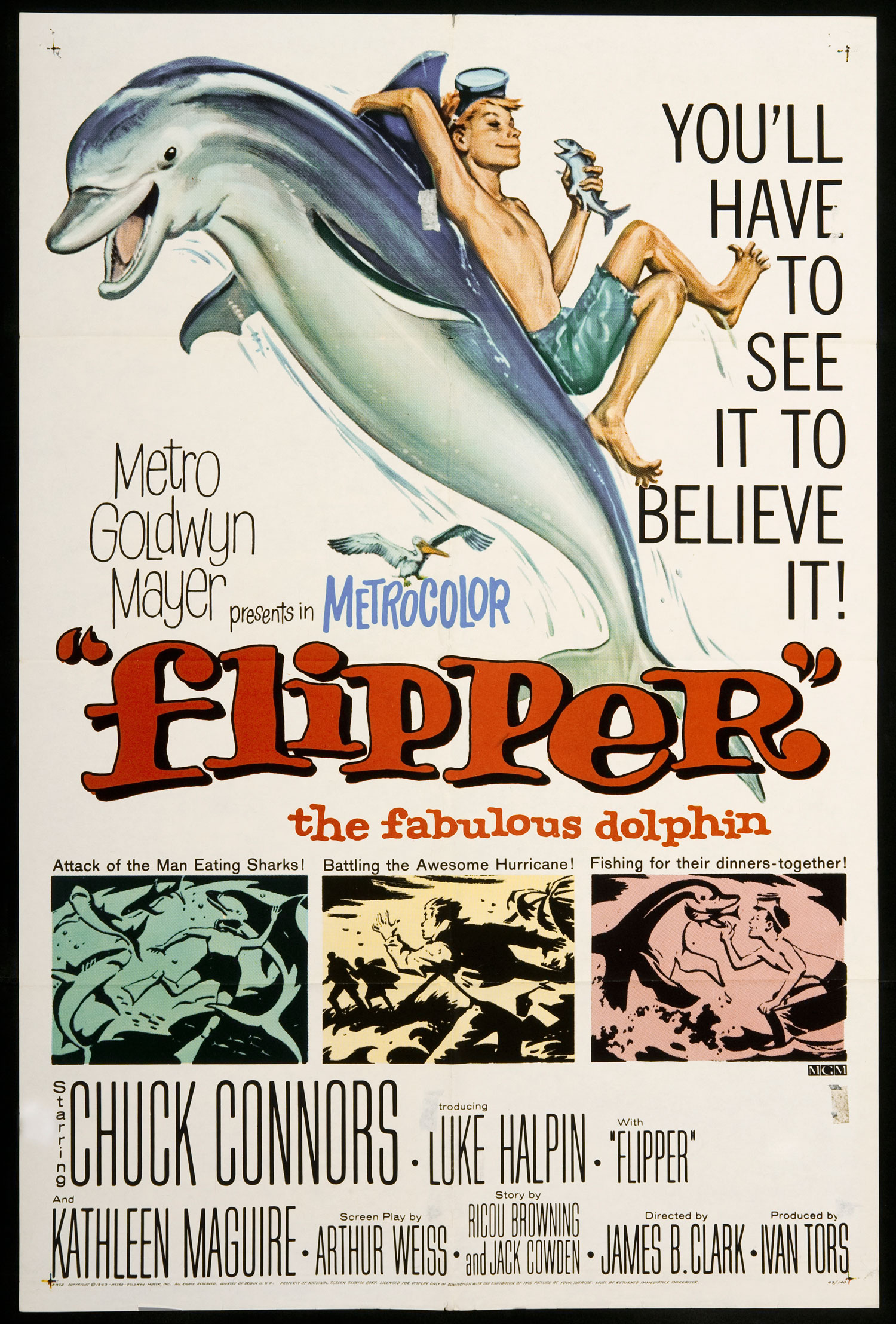
Affiche du film Flipper de 1963, dérivé de la série.

Cet article présente une liste des cétacés dans la fiction, classés par genre artistique.

## Littérature
- Moby Dick, baleine blanche de légende, roman d'Herman Melville.

## Cinéma
- Orca, orque mâle chassant les hommes ayant tué sa compagne dans le film sorti en 1977 ;
- Monstro, baleine ayant mangé Pinocchio dans le film de Walt Disney (dans le roman de Collodi, elle n’est pas nommée) ;
- Willy, orque, vedette d'une série de films. Le premier, Sauvez Willy, sort en 1993.

## Séries télévisées
- Flipper, célèbre dauphin, dans la série du même nom ;
- Oum, dauphin blanc, dessin animé ;
- Tico, orque, anime.

## Autres
- Ecco, dauphin, jeu vidéo ;
- Fastitocalon, baleine dans le manga MÄR.